# 岐阜ファミリーパーク体育館
岐阜ファミリーパーク体育館（ぎふファミリーパークたいいくかん）は、岐阜県岐阜市山県北野にある体育館である。

## 概要
- 岐阜ファミリーパーク内にある体育館である。1987年（昭和62年）11月開館。
- 指定管理者制度を導入しており、技研サービスが管理運営する[1]。

## 施設
1階
- 会議室
- 談話ロビー

2階
- 競技場

広さは1,296㎡
バスケットボール2面、バレーボール2面、バドミントン8面、テニス2面の使用が可能
- トレーニング室
- 多目的室
- 研修室

## 利用案内
- 住所：岐阜県岐阜市山県北野2078-1
- 開館時間：9:00〜21:00
- 休館日：月曜日、年末年始（12月29日〜1月3日）

## 交通アクセス
- 岐阜バス高美線「北野」バス停より徒歩約30分
  - 名鉄岐阜駅（名鉄岐阜のりば）・岐阜駅（JR岐阜駅バスターミナル）より、【N72】「中濃庁舎」行き
- 岐阜バス加野団地線「岐阜ファミリーパーク」バス停より徒歩約5分
  - 名鉄岐阜駅（名鉄岐阜のりば）・岐阜駅（JR岐阜駅バスターミナル）より、【N35】「岐阜ファミリーパーク」行き　※土曜日・日祝日運行
- みわっこバス「岐阜ファミリーパーク」バス停より徒歩約5分

### 自動車
- 東海環状自動車道岐阜三輪スマートICより約3分
- 東海北陸自動車道関ICより約20分

## 周辺施設
- 岐阜ファミリーパーク
  - 岐阜ファミリーパーク野球場
  - 岐阜市少年自然の家
- 東海環状自動車道岐阜三輪PA・岐阜三輪スマートIC
- 岐阜市立三輪北小学校